# رافي سينغ
رافي سينغ (6 أبريل 1974 في الهند - ) هو لاعب كريكت هندي. شارك مع منتخب هولندا للكريكت.

## وصلات خارجية
- رافي سينغ على موقع إي آس بي آن كريك إنفو (الإنجليزية)